# La Possession
La Possession è un comune francese di 30 594 abitanti situato nel dipartimento d'oltre mare di Réunion.

## Storia

### Simboli
Le asce sono riprese dallo stemma di Bertrand-François Mahé de La Bourdonnais, governatore di La Riunione nel 1735 per conto della Compagnia francese delle Indie orientali (d'argento, a due asce d'armi addossate di rosso, sormontate da un crescente montante dello stesso).

## Galleria d'immagini

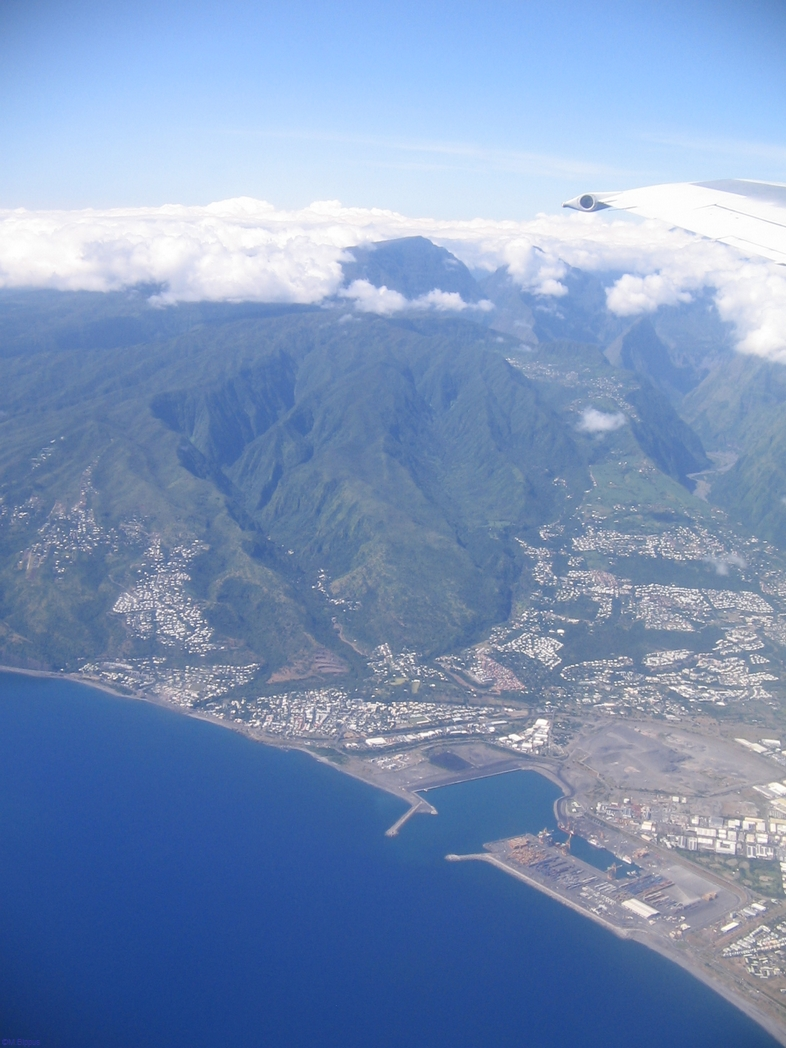
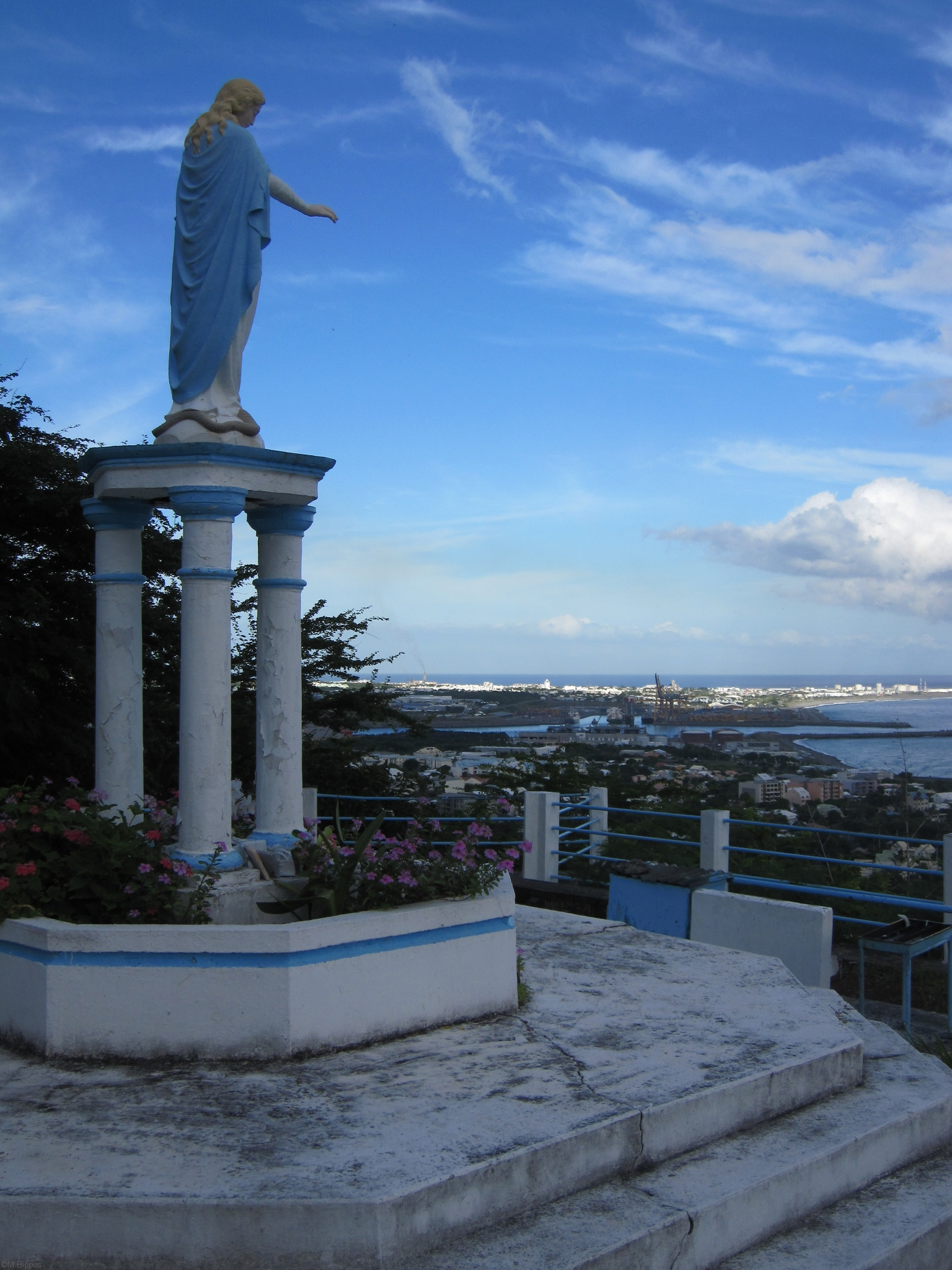
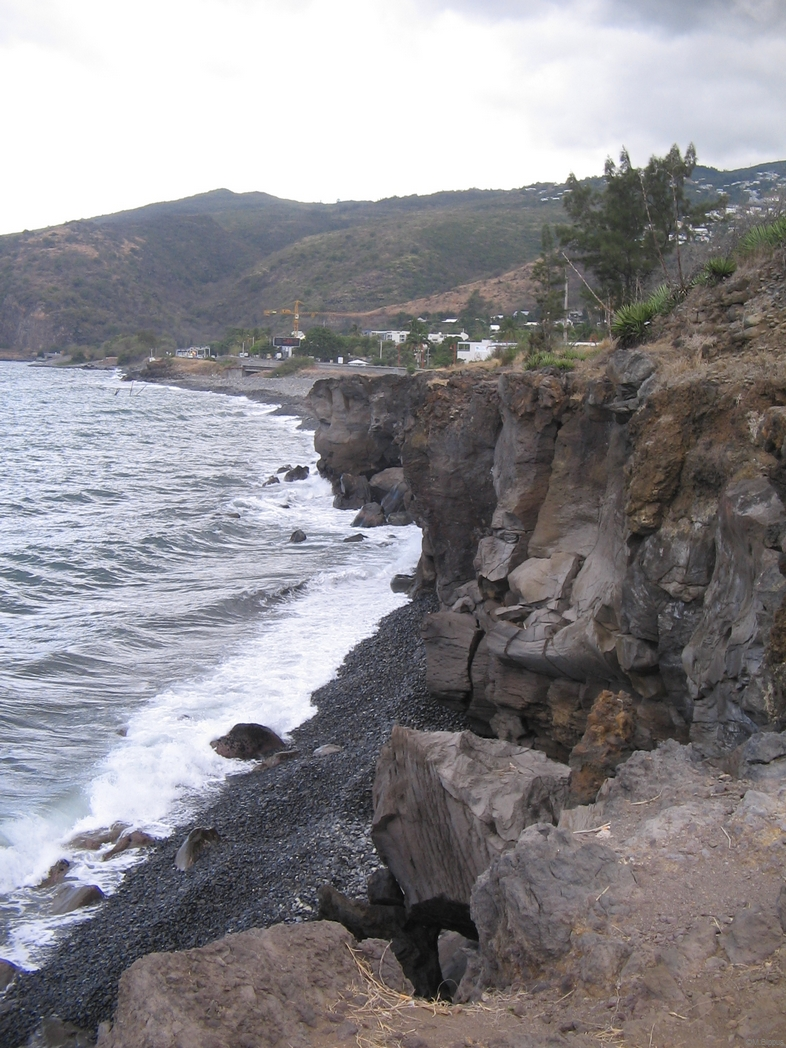
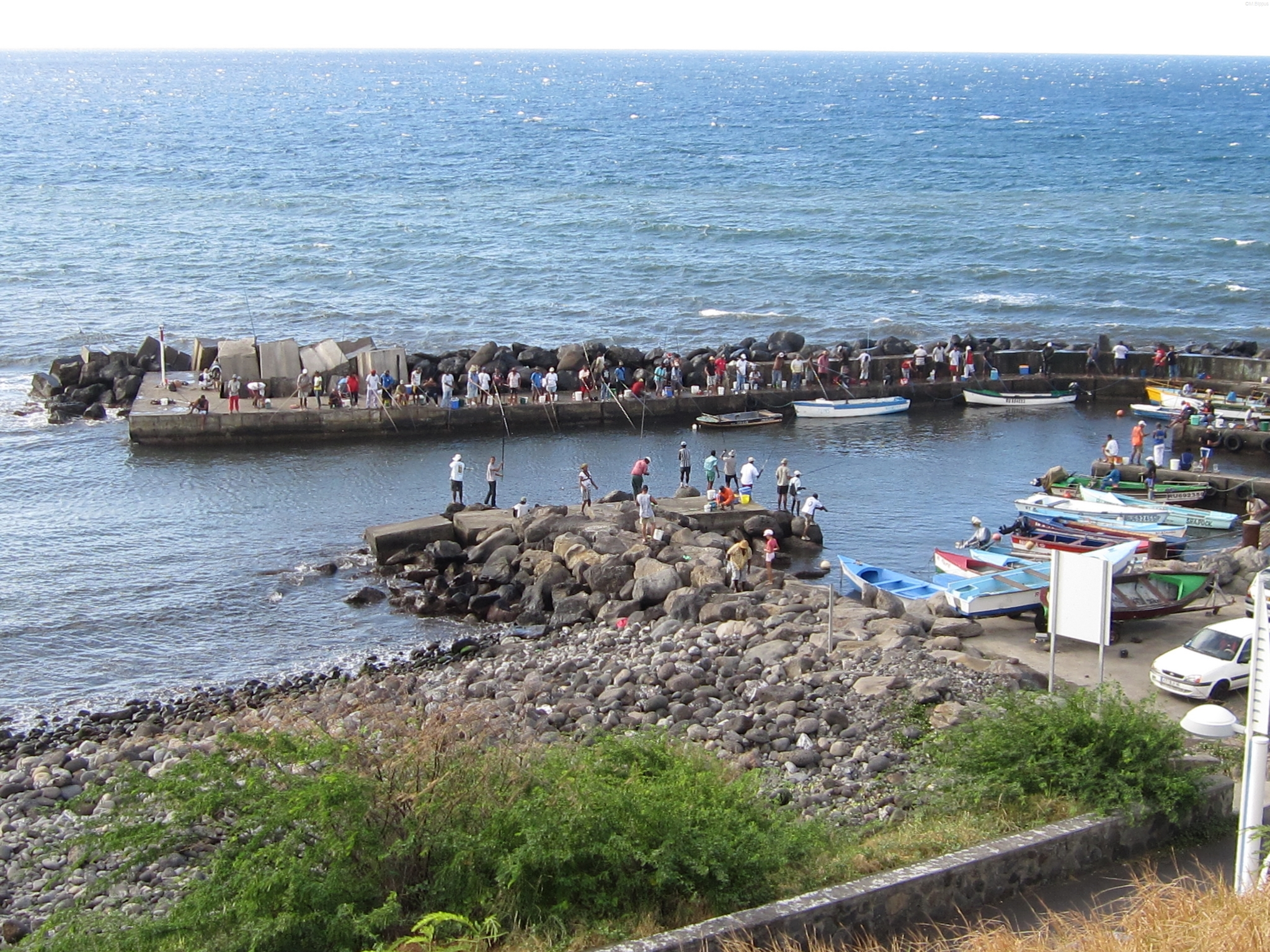
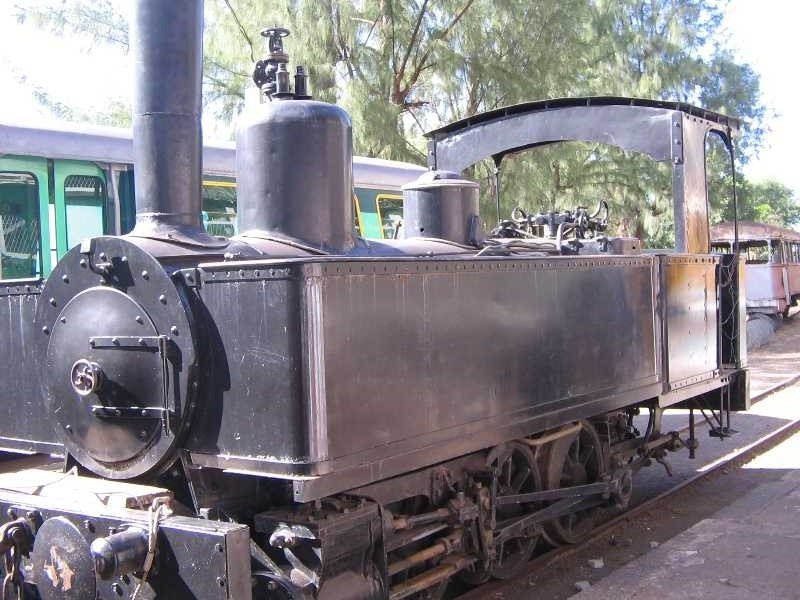
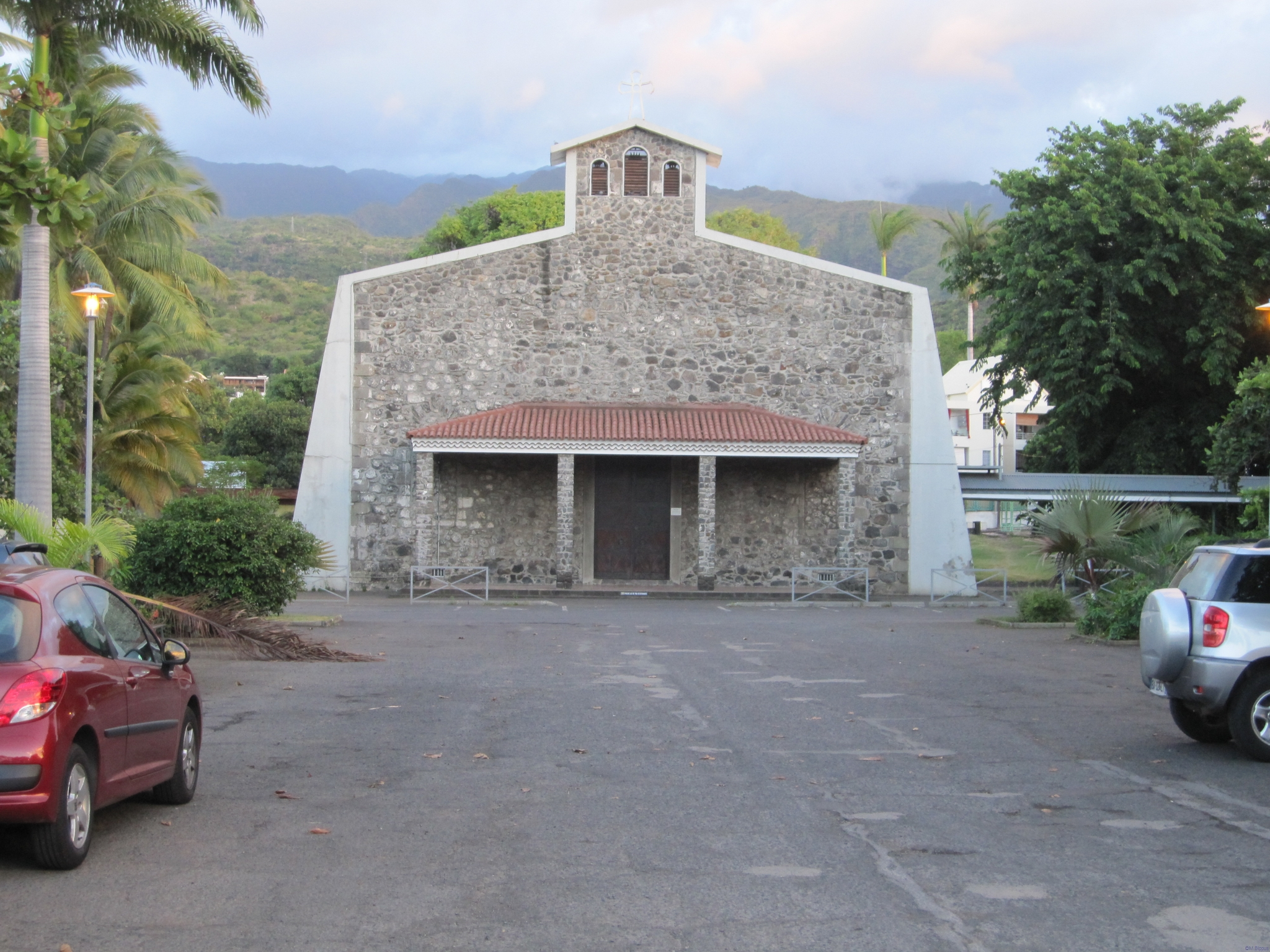

## Amministrazione

### Gemellaggi
- Port Louis,  Mauritius, dal 1979
- Villeneuve d'Ascq,  Francia, dal 1989
- Antanifotsy,  Madagascar, dal 1995
- Foshan,  Cina, dal 1997
- Barakani, Mayotte,  Francia, dal 2004